# Irene Jelagat
Irene Jelagat (née le 10 décembre 1988) est une athlète kényane spécialiste du 1 500 mètres.

## Carrière
Elle se révèle durant l'année 2006 en remportant la médaille d'or des Championnats du monde juniors de Pékin avec le temps de 4 min 08 s 88. Éliminée dès les séries lors des Jeux olympiques d'été de 2008 et des Championnats du monde 2009, Irene Jelagat se classe cinquième des mondiaux indoor 2010 de Doha en 4 min 09 s 57.
Ses records personnels sur 1 500 mètres sont de 4 min 03 s 62 sur piste extérieure et de 4 min 07 s 45 en salle. 
En 2014, elle remporte la médaille d'or du relais 4 × 1 500 mètres lors des premiers relais mondiaux de l'IAAF, à Nassau aux Bahamas, en compagnie de Mercy Cherono, Faith Kipyegon et Hellen Obiri. L'équipe du Kenya, qui devance les États-Unis et l'Australie, améliore de plus de 30 secondes le record du monde en 16 min 33 s 58.		

## Palmarès
| Date | Compétition                    | Lieu   | Résultat | Épreuve     | Temps          |
| ---- | ------------------------------ | ------ | -------- | ----------- | -------------- |
| 2006 | Championnats du monde juniors  | Pékin  | 1re      | 1 500 m     | 4 min 08 s 88  |
| 2010 | Championnats du monde en salle | Doha   | 5e       | 1 500 m     | 4 min 09 s 57  |
| 2011 | Jeux africains                 | Maputo | 1re      | 1 500 m     | 4 min 13 s 67  |
| 2014 | Championnats du monde en salle | Sopot  | 4e       | 3 000 m     | 9 min 02 s 67  |
| 2014 | Relais mondiaux de l'IAAF      | Nassau | 1re      | 4 × 1 500 m | 16 min 33 s 58 |